# Adolf von Bülow (Amtmann)
Adolph Hartwig Heinrich von Bülow (* 14. Oktober 1787 in Schwerin; † 11. Dezember 1816 in Cismar) war ein deutscher Verwaltungsjurist in dänischen Diensten und Amtmann im Amt Cismar.

## Leben
Adolf von Bülow war ein Sohn von Bernhard Joachim von Bülow, der als Hofmarschall in herzoglich mecklenburg-schwerinschen Diensten stand. Heinrich von Bülow war sein jüngerer Bruder.
Er studierte Rechtswissenschaften und trat am 9. November 1809 als Kammerjunker in dänische Dienste. Am 20. März 1810 wurde er Assessor in der königlichen Schatzkammeradministration und Auskultant im Finanzcollegium. Er unternahm dann eine Reise ins Ausland, von der er 1811 zurückkehrte. 1812 wurde er Assessor im Finanzcollegium. Zu seinen Aufgaben gehörte die Vorbereitung der dänischen Währungsreform nach dem Staatsbankrott und die Gründung der Rigsbank 1813. Am 27. April 1813 wurde er zum Amtmann in Cismar ernannt, wo er schon 1816 starb.
Er war verheiratet mit Susanna Augusta Klara Adelheid Gräfin von Baudissin (* 25. September 1790 in Kopenhagen; † 26. September 1874 in Plön), Tochter von Carl Ludwig von Baudissin auf Rantzau und Lammershagen. 1815 wurde der Sohn Bernhard Ernst von Bülow geboren. Nach seinem Tod heiratete sie 1823 in zweiter Ehe Hans Adolf von Warnstedt († 1853), Forst- und Jägermeister des Herzogtums Holstein.

## Auszeichnungen
- 23. Januar 1813: Ritter vom Dannebrog
- 1815: Kammerherr

## Schriften
- Ueber Dänemarks neues Geld- und Finanzwesen. Kopenhagen 1813